# فرناندو فريتاس
فرناندو فريتاس (21 يوليو 1947 في أنغولا - ) هو لاعب كرة قدم أنغولا وبرتغالي في مركز الدفاع. شارك مع منتخب البرتغال لكرة القدم. أما مع النوادي، فقد لعب مع نادي بورتو ونادي بيلينينسش ونادي بورتيمونينسي.

## وصلات خارجية
- فرناندو فريتاس على موقع قاعدة بيانات كرة القدم.إي يو (الإنجليزية)